# Selecció de futbol de Xipre
La Selecció de futbol de Xipre és l'equip representatiu del país a les competicions oficials. La seva organització està a càrrec de l'Associació de Futbol de Xipre, que pertany a la UEFA.

## Resultats a la Copa del Món
- 1930 a 1954 - No hi participà
- 1958 - Es retirà
- 1962 a 2018 - No es classificà

## Resultats al Campionat d'Europa
- 1960 - No hi participà
- 1964 - No hi participà
- 1968 a 2016 - No es classificà